# Rozsiszky
Rozsiszky (ukr. Розсішки, pol. Rososzki) – wieś na Ukrainie, w obwodzie czerkaskim, w rejonie humańskim.

## Urodzeni
- Iwan Gonta
- Abram Abramow